# 水仙单反相机

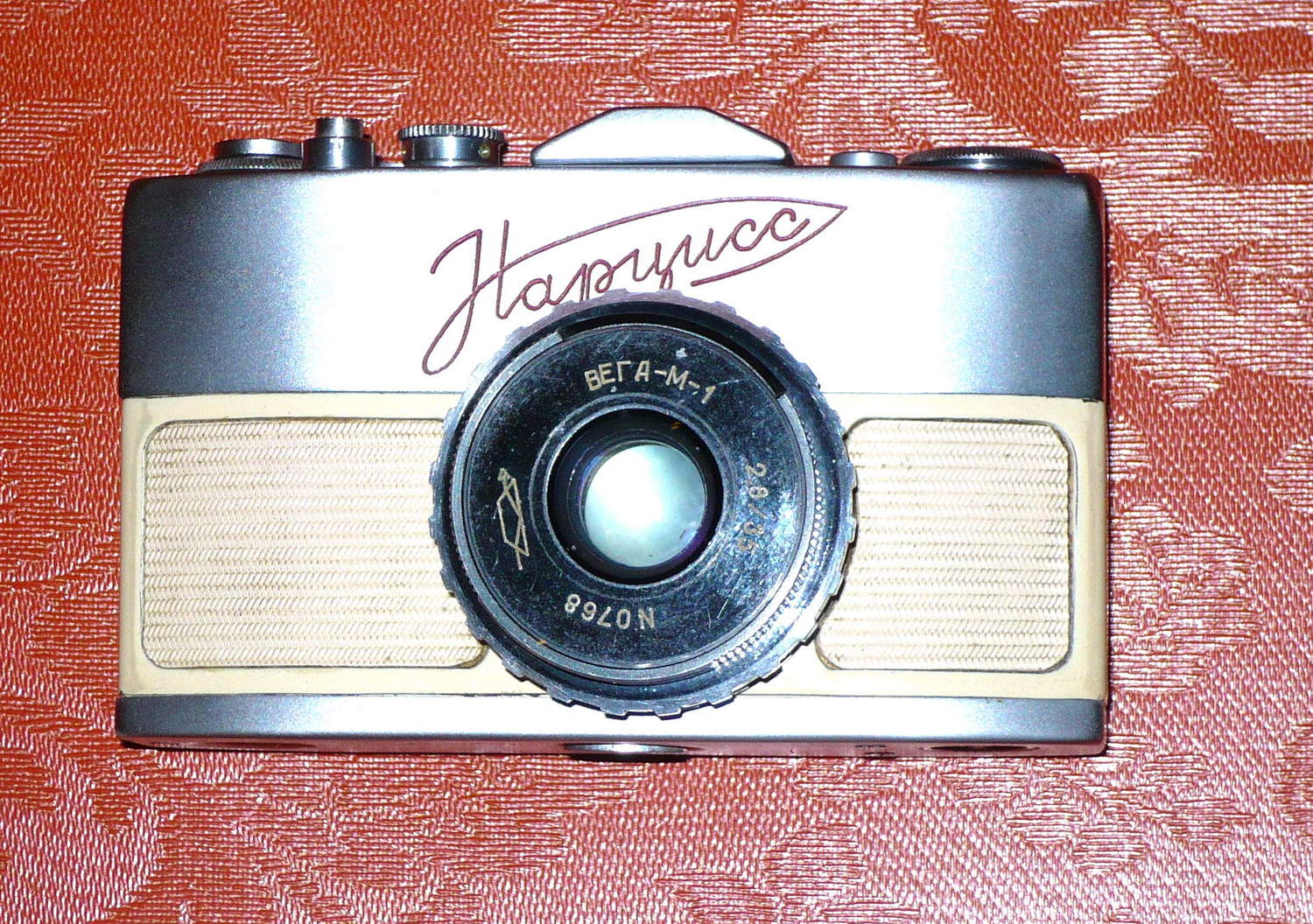
1964 白水仙单反相机

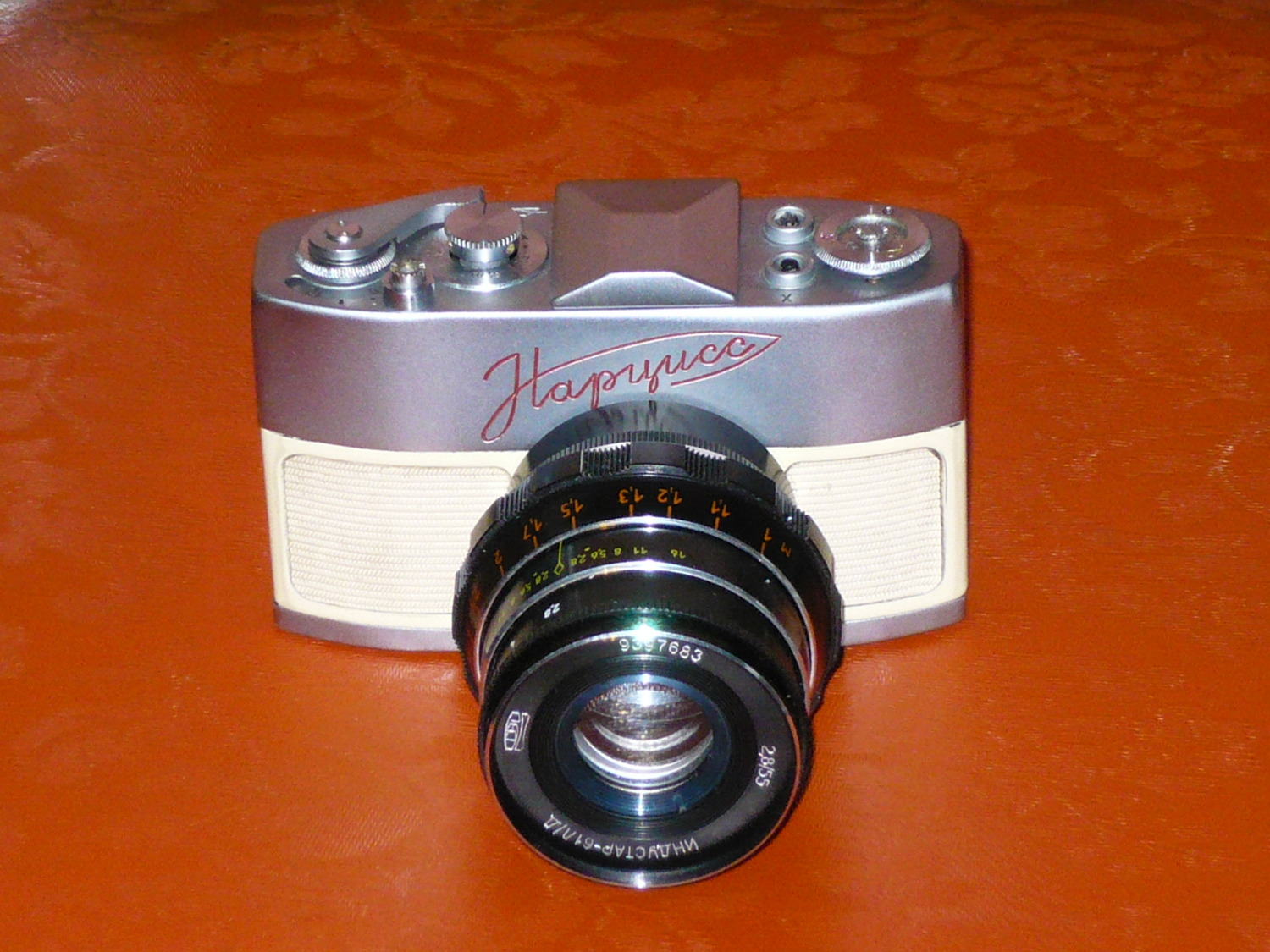
水仙相机佩 Industar-61 L/D 55mm/2.8 镜头

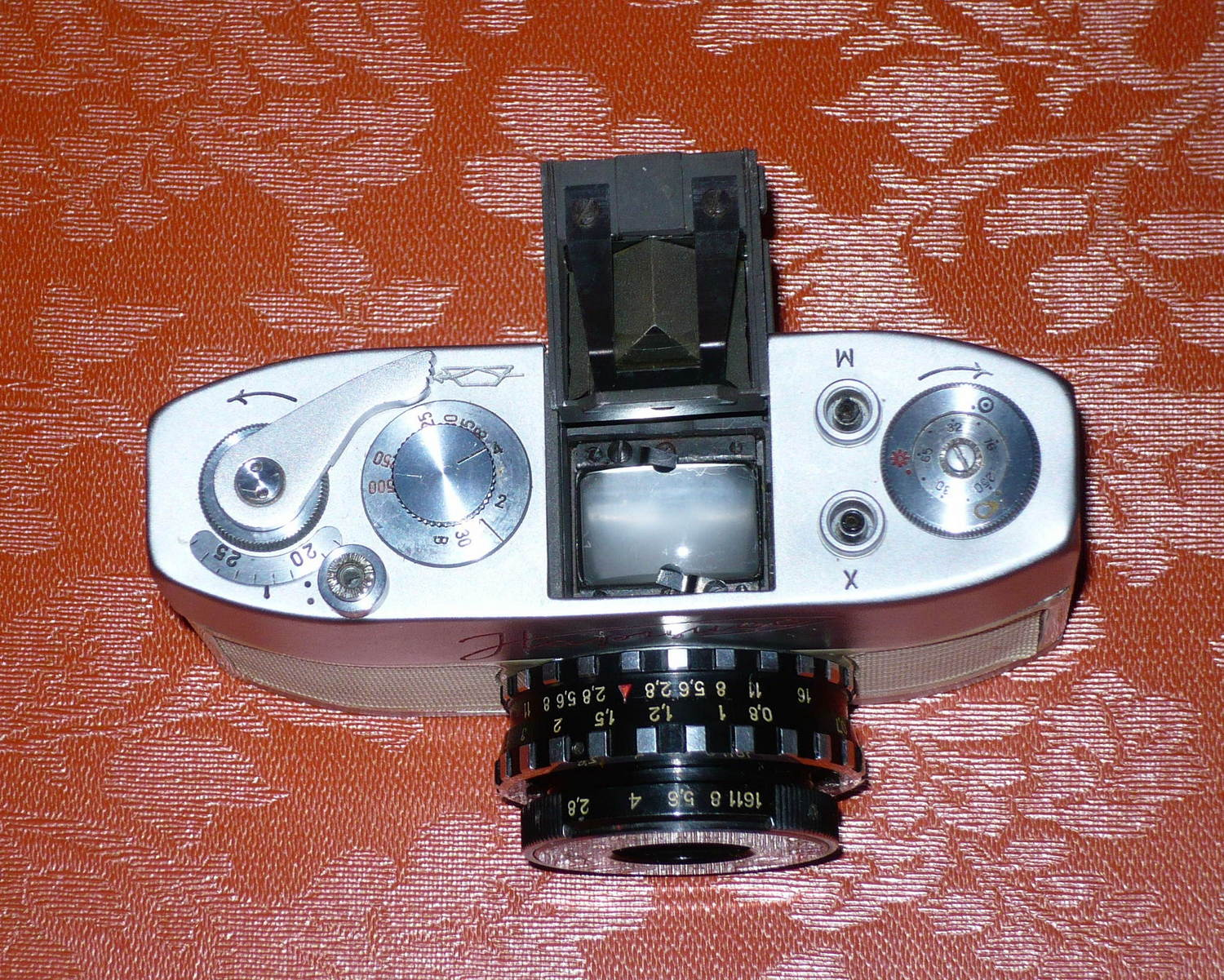
移动五棱取景器

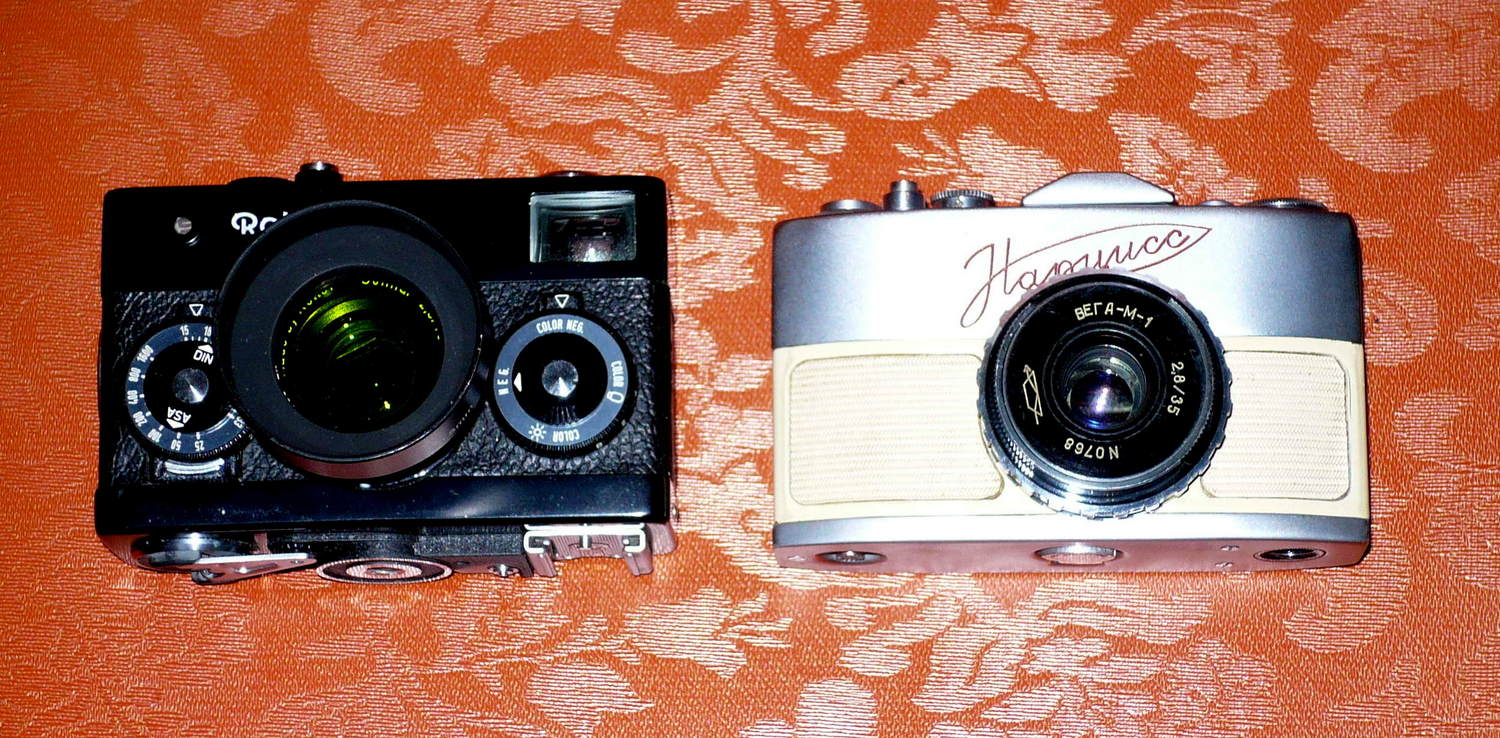
水仙相机和禄来35一般大

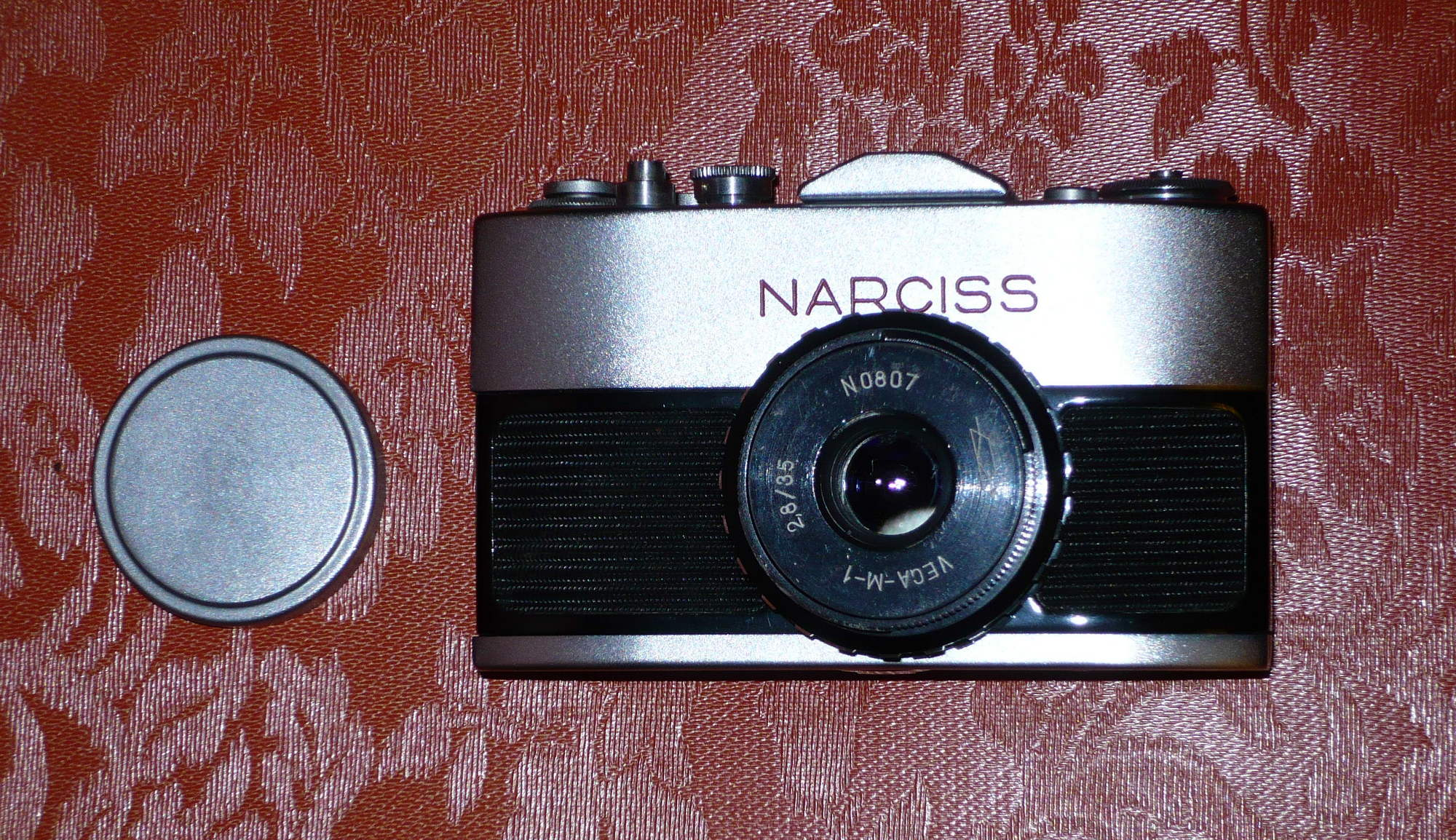
拉丁文的出口型黑水仙相机

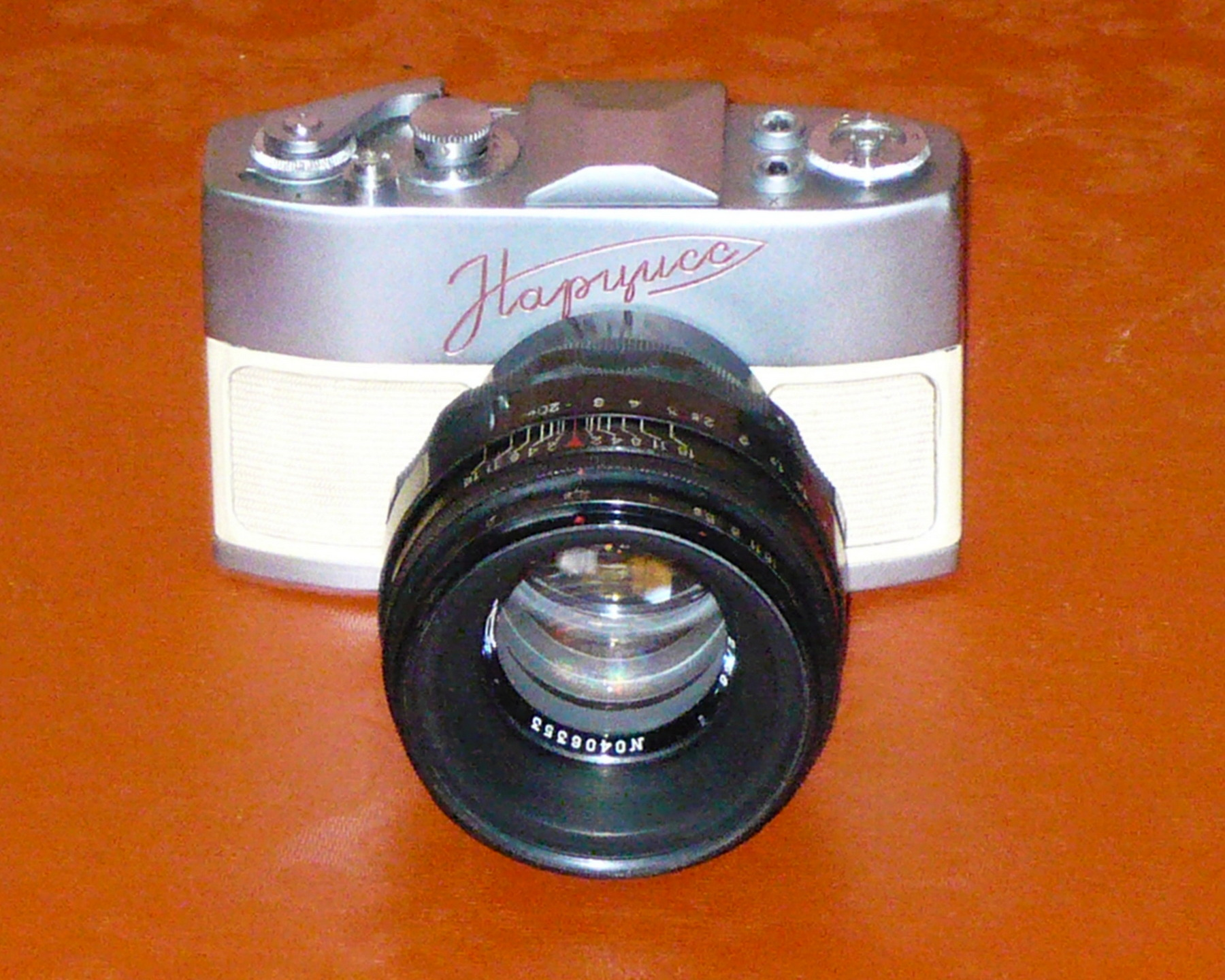
水仙相机佩 M39接口 Helio-44 58mm F2 镜头

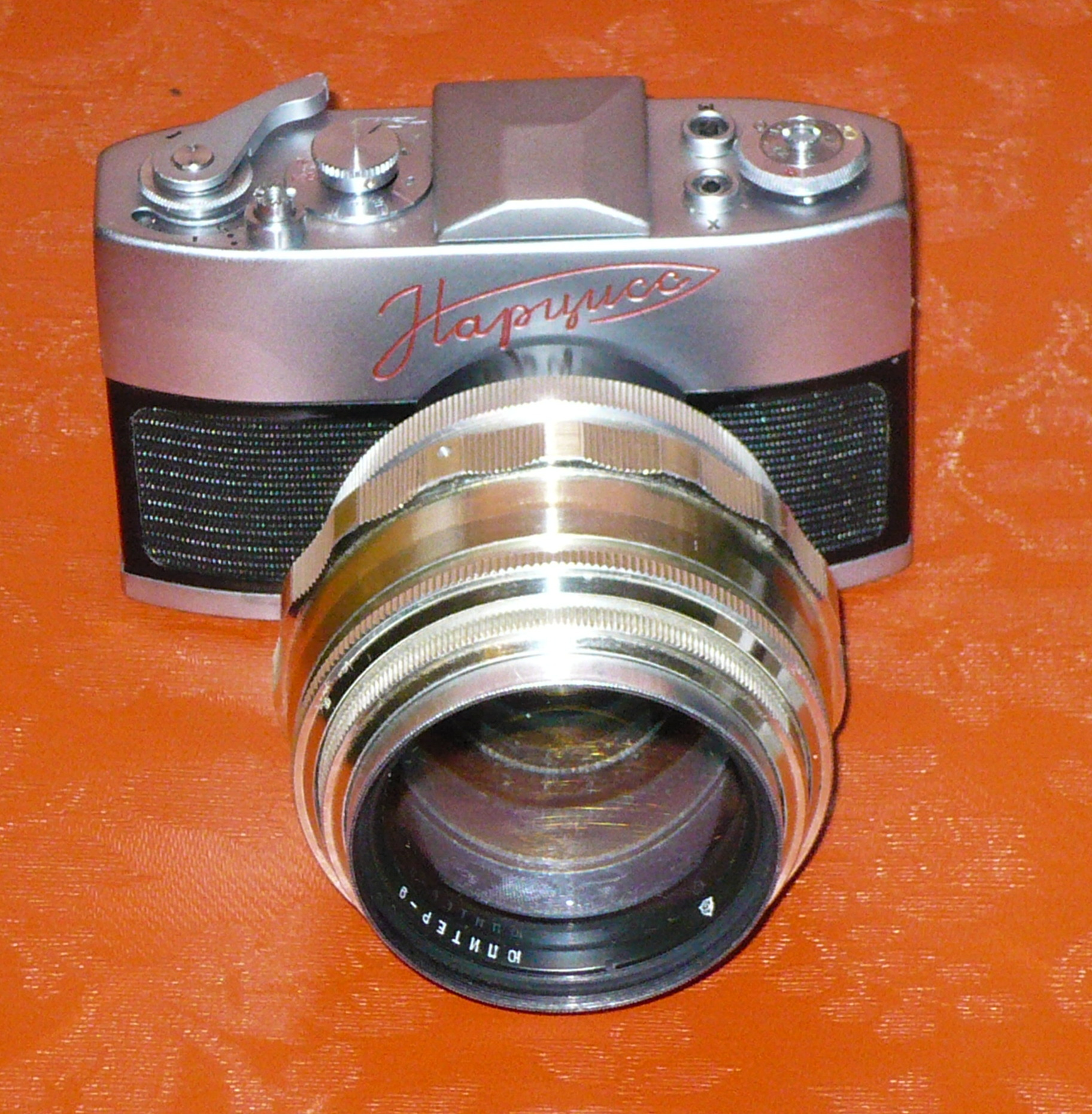
KMZ 水仙花相机 带 Jupiter-9 85mm/2 镜头

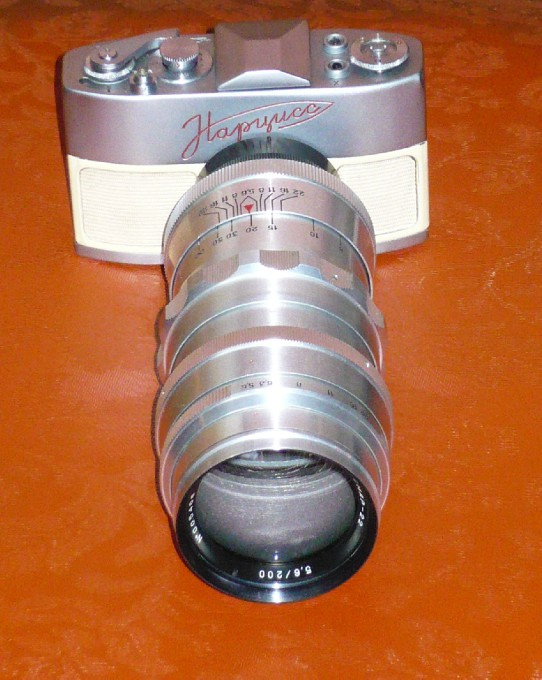
Telemar 200mm/5.6

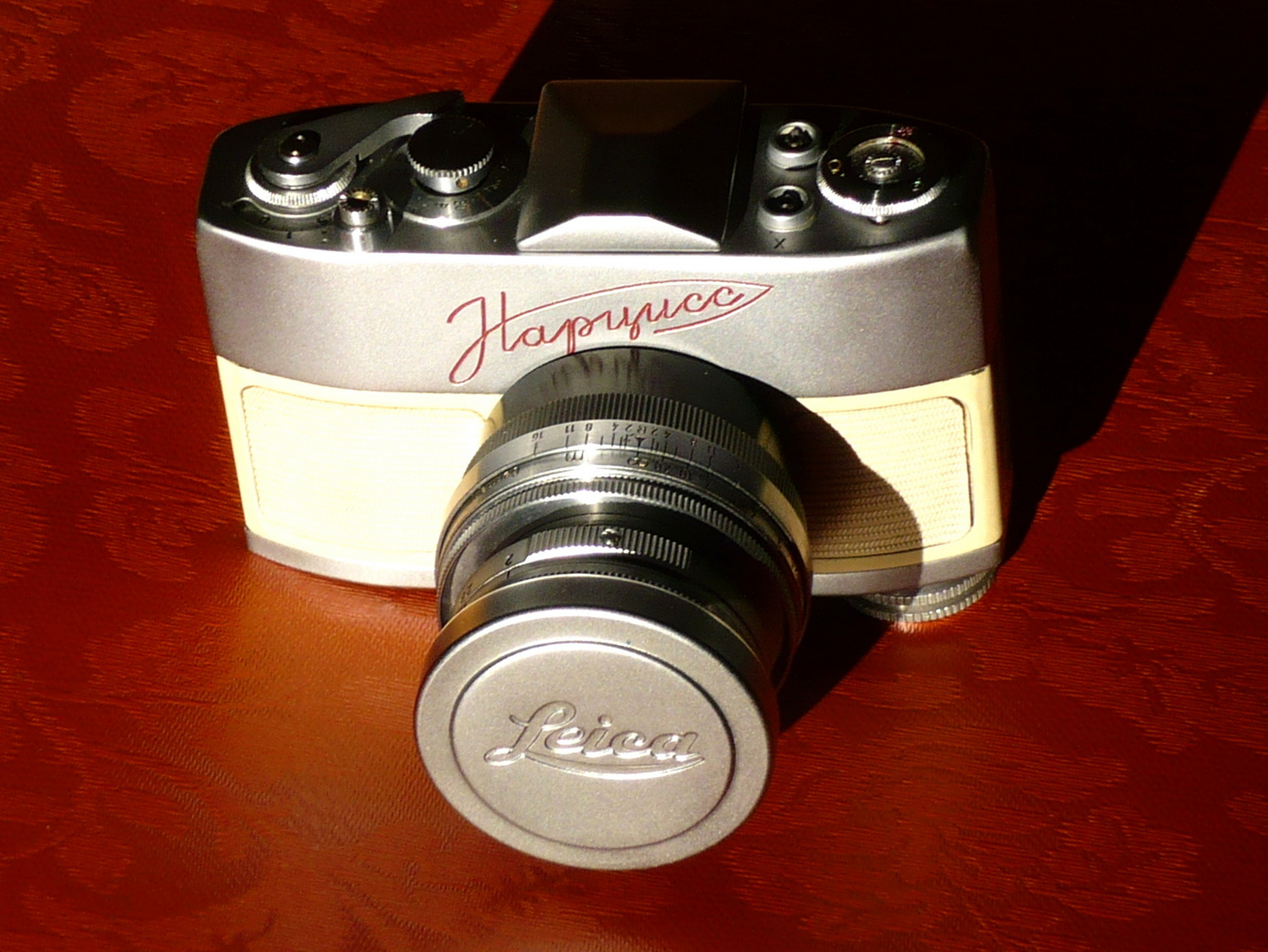
水仙相机佩莱卡 Summitar 50mm F2 镜头

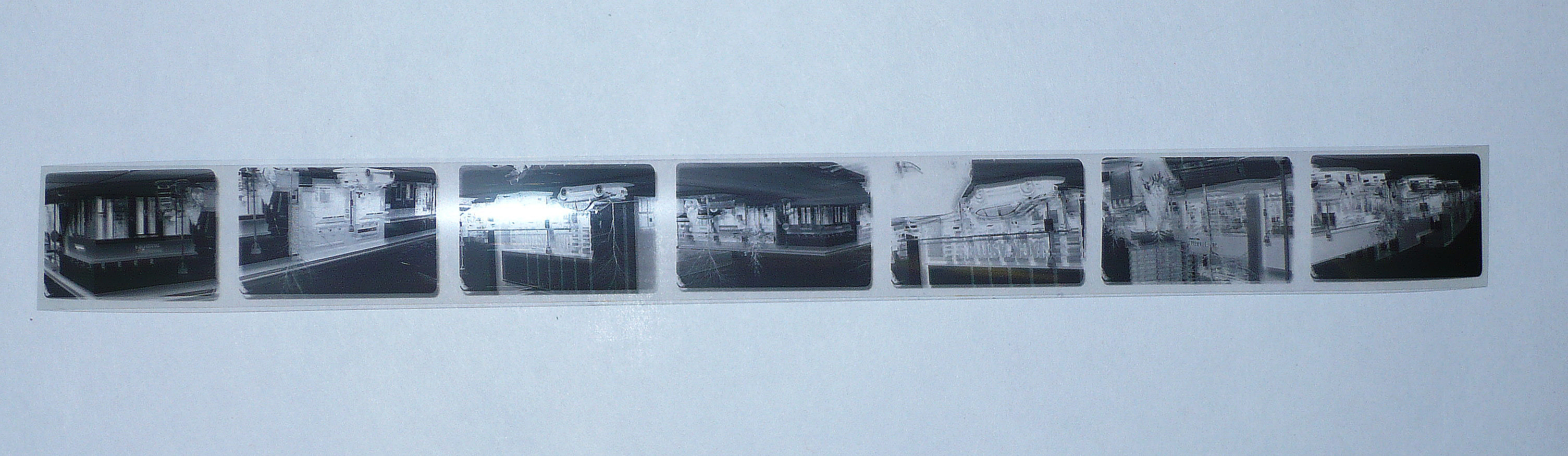
水仙单反相机底片

水仙单反相机是前苏联KMZ相机厂在1961-1965年出产的16毫米单反相机，也是世界上唯一的16毫米单反相机。
全金属机身，具有可以置换的五棱取景器，可置换镜头。水仙单反相机使用水仙花胶卷暗合装无孔的16毫米胶卷，可供拍摄25幅14毫米x21毫米的像幅，这是所有16毫米微型相机中像幅最大的。
水仙单反相机最初是为医学研究设计的。医学用水仙单反相机有一个1：1的五棱反光镜，还有一个高倍率五棱反光镜，
还有显微镜镜头
布帘式焦面快门, 速度：  B,1/30,1/2,1/4,1/8,1/15,1/60,1/125,1/250 和 1/500 sec.必须在上了快门发条后再变换快门速度
相机尺寸: 100 x 64 x 32mm (4 x 2 5/16  1 1/4 in)( 和路来35 相机大小一般)
重量: 320g (11 oz) (比  Rollei 35s轻巧 后者重 370g)
三脚架接口:  3/8 英寸
标准镜头：4片3组天塞式 VEGA 35毫米 F2.8
5片4组式镜头 ： MIR5 28/2.8,MIR6 28/2, 及 JUPITER 50/2.
早期的水仙相机佩  Industar-60  35mm/2.8 镜头。

## 款式
最普通的是半银色半黑色型，比较少见的的半银色半米色型，半灰色的型号最罕见。
附件包括：棕色真皮套, 显微镜接口, M24接口-M39接口连接器，水仙相机胶卷暗合。

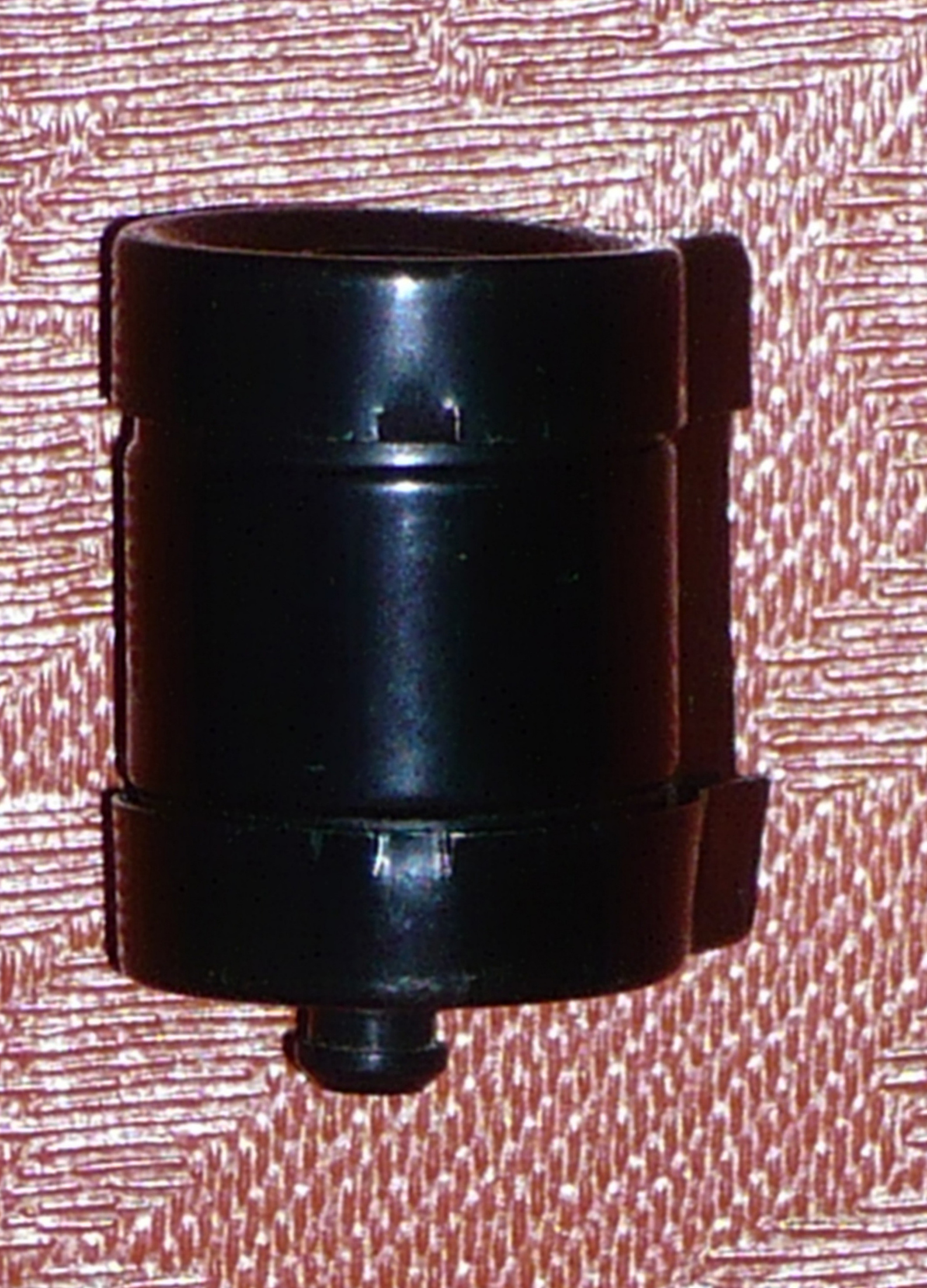
Narciss camera 16mm film cassette